# Weißgerbersteg

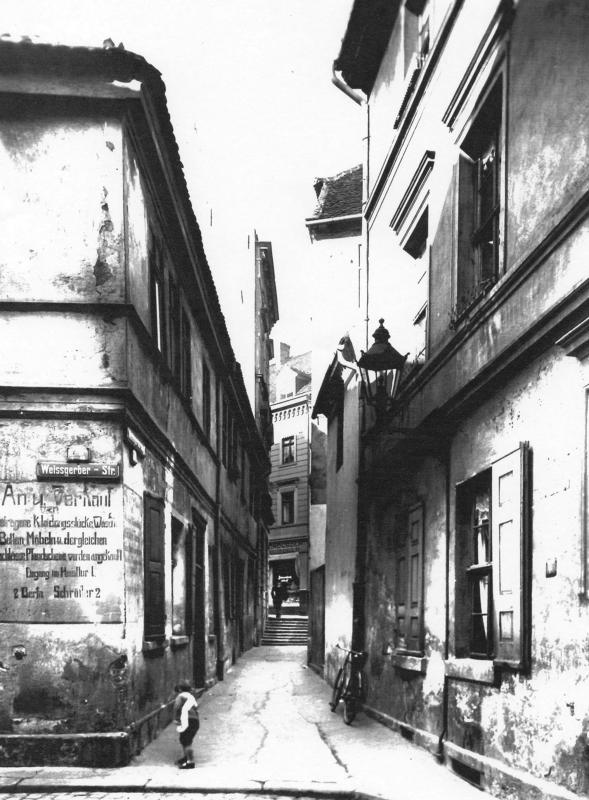
Blick in den westlichen Teil des Weißgerberstegs von Osten, um 1930

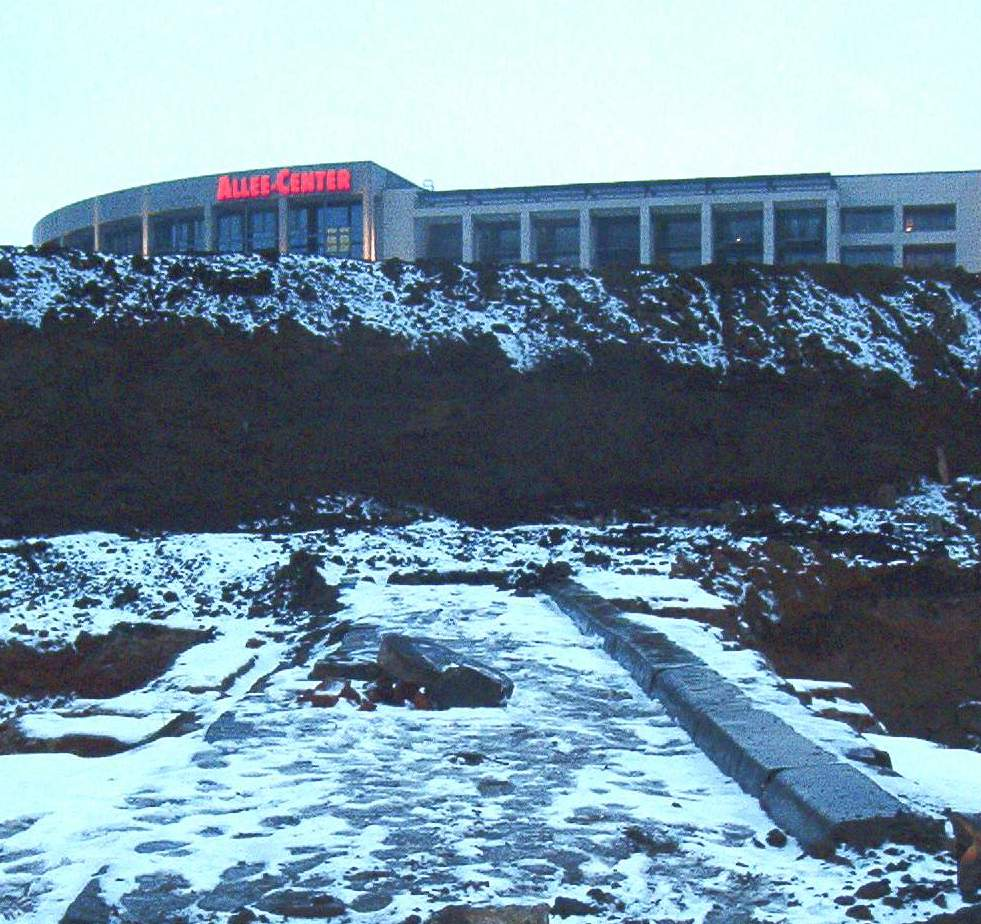
Reste des Weißgerberstegs, etwa 2005

Der Weißgerbersteg war eine Straße in Magdeburg im heutigen Sachsen-Anhalt. Nach Zerstörungen im Zweiten Weltkrieg wurde die Straße aufgegeben und überbaut.

## Lage und Verlauf
Die Straße befand sich in der Magdeburger Altstadt. Sie begann an der Berliner Straße und verlief von dort nach Osten bis zur Fürstenstraße. Auf der Südseite mündete die Weißgerberstraße ein.
Die Hausnummerierung begann mit der Nummer 1 an der südwestlichen Ecke. Nach der Nummer 2 mündete die Weißgerberstraße ein. Der Bereich östlich der Einmündung bis zur Fürstenstraße wurde von der Hausnummer 3 eingenommen. Die Bebauung auf der Nordseite gehörte zu angrenzenden Straßen.
Heute befindet sich der Bereich des Weißgerberstegs östlich des Allee-Centers.

## Geschichte
Ältester bekannter Name der Straße war Stepelstraße. Er bezog sich auf das Haus Zu den drei Stepeln (Fürstenstraße 23b), das die Südostecke der Straße einnahm. Der Name wurde 1523 und 1552 erwähnt. Es gibt unsichere Vermutungen, dass auch der Name Holzschuhmacherstraße für die Straße verwandt wurde. Bis 1807 trug die schmale Gasse aber im Übrigen keinen Namen. 1808 erhielt sie den Namen Weißgerbersteg, da sie den nördlichen Zugang zur Weißgerberstraße bildete.
Während des Zweiten Weltkriegs wurde der Bereich stark zerstört. In der Zeit der DDR wurde die Straße nicht wieder aufgebaut, sondern blieb als Teil einer ausgedehnten Grünfläche unbebaut. 1997/1998 entstand das Einkaufszentrum Allee-Center. Beim Bau des östlich des Allee-Centers gelegenen Parkhauses wurden Reste der Pflasterung des Weißgerberstegs freigelegt. Letztlich wurde der Bereich dann durch das Parkhaus überbaut.

## Historische Häuser des Weißgerberstegs
| Hausnummer                      | Name                | Bemerkungen | Bild              |
| ------------------------------- | ------------------- | --- | ----------------- |
| 1                               |                     | Bis 1631 standen auf dem Grundstück zwei Häuser. Eines gehörte 1651 Abraham Storke (auch Starke). Er veräußerte die Stätte im Jahr 1659 an den Kürschner Nikolaus Kurt. Eigentümer des zweiten Gebäudes war 1631 Hans Wilke, der die Stätte 1660 an seinen Nachbarn Kurt verkaufte, womit die Grundstücke vereint waren. 1683 war die Witwe von Kurt Eigentümerin des Hauses. Auf sie folgte das Armen-, Zucht- und Waisenhaus bei St. Augustin. Von diesem erwarb es 1690 der Ratsapotheker Konrad Schreck. Er verstarb 1701, als Eigentümer folgte ihm der Arzt Dr. Tobias Schreck. | Nummer 1, um 1930 |
| 2                               |                     | 1651 gehörte das, wohl infolge der Zerstörung Magdeburgs im Jahr 1631 wüste Grundstück Pascha Tange. 1683 war das Grundstück wieder mit einem Haus bebaut und gehörte der Witwe des Tagelöhners Johann Kuntermann. Die Gebrüder Kuntermann veräußerten das Haus 1701 für 60 Taler an den Brauknecht David Kretzschmann und den Schuhflicker Christoph Paudler. Auf sie folgte die Witwe Marie Ziegler als Eigentümerin. Ihr gehörte es bis 1749. | Nummer 2, um 1930 |
| Einmündung der Weißgerberstraße |                     | |                   |
| 3 (alt)                         | Zu den drei Stepeln | Zunächst wurde das Haus als Weißgerbersteg 3 geführt, wurde dann jedoch zur Fürstenstraße 23b. |                   |